# Kế hoạch hoàn hảo
Kế hoạch hoàn hảo là một bộ phim truyền hình được thực hiện bởi M&T Pictures do Võ Việt Hùng làm đạo diễn. Phim phát sóng vào lúc 20h00 từ thứ 2 đến thứ 7 hàng tuần bắt đầu từ ngày 20 tháng 9 năm 2023 và kết thúc vào ngày 18 tháng 11 năm 2023 trên kênh THVL1.
Tại thời điểm phát sóng, bộ phim được ghi nhận rating trung bình là 4.2%, nằm ở vị trí thứ 6 trong số 10 phim truyền hình Việt được xem nhiều nhất cả nước năm 2023.

## Nội dung
Kế hoạch hoàn hảo bắt đầu từ việc Kim Long (Trung Dũng) - kẻ vừa mới ra tù đã lên kế hoạch trả thù người vợ bạc tình bằng cách cướp tiệm vàng của cô ta và người chồng mới. Biết rõ Hoàng Hải (Quách Hữu Lộc) – một người bạn chí thân đang cần tiền phẫu thuật tim cho con trai, hắn ta đã ngọt nhạt thuyết phục anh tham gia “phi vụ lớn”.

## Diễn viên

### Diễn viên chính
- Lê Hạ Anh trong vai Bảo Ngọc / Diễm Quỳnh[5][6]
- Thanh Duy trong vai Duy Nam[7]
- Huỳnh Trường Thịnh trong vai Minh Đạt
- Tuyết Thu trong vai Ái Phương
- Trung Dũng trong vai Kim Long / Phi Long
- Thanh Bình trong vai Đình Hòa
- Phúc An trong vai Hồng Nhung
- Huy Cường trong vai Thưởng Thẹo
- Lê Minh Thành trong vai Đăng Lì
- Phi Nga trong vai Kim Ngân
- Nhi Katy trong vai Yến
- Minh Đăng trong vai Khang
- Cao Hoàng trong vai Hoài Bảo
- Huỳnh Như Đan trong vai Mỹ Hạnh
- Đinh Mạnh Phúc trong vai Hùng Cường

Cùng một số diễn viên khác....

### Diễn viên phụ
- Quách Hữu Lộc trong vai Hoàng Hải
- Nguyễn Thanh Tùng trong vai Chú Tư
- Minh Hoàng trong vai Bác sĩ Minh
- Tiêu Tuấn trong vai Ông Tài

## Ca khúc trong phim
Bài hát trong phim là ca khúc "Kế hoạch hoàn hảo" do Đỗ Thụy Khanh sáng tác và Thanh Duy thể hiện.